# Marșul Lung (rachetă)

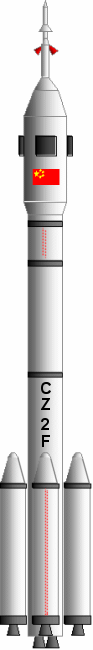
Marșul Lung (CZ-) 2-F

Marșul Lung (pinyin: Chángzhēng xìliè yùnzài huǒjiàn; chineza simplificată: 长征系列运载火箭; chineza tradițională: 長征系列運載火箭) este o familie de rachete spațiale operate de Republica Populară Chineză.
Racheta Marșul cel Lung a fost proiectată de compania Loral Corporation din SUA. La primele teste, aceasta continua să se prăbușească, iar autoritățile chineze aveau nevoie de tehnologiile americane și în special de cea de dirijare, dar legislația americană interzicea exportul. Justiția americană începuse deja investigații cu privire la acest transfer de tehnologie, când Casa Albă, condusă de Bill Clinton, a trecut peste Departamentul Justiției și cel al Apărării și a acordat firmei Loral o derogare de la lege, spre a putea livra Chinei sistemul de rachete.

## Tipuri
| 2A | 2C | 2D | 2E | 2F | 3 | 3A | 3B | 3C | 4A | 4B | 4C |
| -- | -- | -- | -- | -- | - | -- | -- | -- | -- | -- | -- |
|    |    |    |    |    |   |    |    |    |    |    |    |